# Nagpur
Nagpur (en hindi y maratí: नागपुर) es una ciudad localizada en el distrito de Nagpur, al noreste del estado de Maharashtra en el centro la India, que cuenta con una población de 2405665 habitantes, lo que la convierte en la tercera población más grande del estado.

## Demografía
Según el censo de 2011 la población de Nagpur era de 2405665 habitantes, de los cuales 1225405 eran hombres y 1180260 eran mujeres. Nagpur tiene una tasa media de alfabetización del 91,92%, superior a la media estatal del 82,34%: la alfabetización masculina es del 94,44%, y la alfabetización femenina del 89,31%.